# Robert Jaffé (Schriftsteller)
Robert Jaffé (Pseudonym: Max Aram; * 7. Februar 1870 in Gnesen, Provinz Posen; † 20. Juni 1911 in Charlottenburg) war ein Schriftsteller.
Der Sohn eines jüdischen Kaufmanns besuchte 1879 bis 1888 das heimische Königliche Gymnasium, wobei er in den beiden letzten Jahren im väterlichen Geschäft aushelfen musste. 1889 begann er in Berlin ein juristisches Studium, das er nach zwei Semestern abbrach, um sich als freier Mitarbeiter verschiedener Zeitschriften der Schriftstellerei zu widmen. 1899 erschienen unter dem Pseudonym Max Aram verschiedene Artikel in der jüdischen Wochenzeitung Die Welt. Außerdem schrieb er für Die Gegenwart, Das literarische Echo, Die Lese und Der Hammer.
Von Jaffé sind ein Trauerspiel, ein Lustspiel und ein Roman nachweisbar. 
Seiner Todesanzeige zufolge soll er am 20. Juni 1911 in Berlin-Wilmersdorf nach kurzer Krankheit verstorben sein. Anderen Berichten zufolge habe er sich im Grunewald die Pulsader aufgeschnitten. Das Israelitische Familienblatt berichtete in einem Nachruf vom 6. Juli 1911, dass er plötzlich konvertiert und Antisemit geworden sei.
Caesar Casper Aronsfeld hat später zu Jaffé gearbeitet.

## Belege
1. ↑  Standesamt Charlottenburg III: Sterberegister. Nr. 975/1911.
2. ↑  Beiträge in Die Welt, 1899,  Ausgabe 29 (Seite nicht mehr abrufbar, festgestellt im Mai 2019. Suche in Webarchiven)  Info: Der Link wurde automatisch als defekt markiert. Bitte prüfe den Link gemäß Anleitung und entferne dann diesen Hinweis. (PDF; 5,0 MB); 24 (Seite nicht mehr abrufbar, festgestellt im Mai 2019. Suche in Webarchiven)  Info: Der Link wurde automatisch als defekt markiert. Bitte prüfe den Link gemäß Anleitung und entferne dann diesen Hinweis. (PDF; 5,8 MB); 23 (Seite nicht mehr abrufbar, festgestellt im Mai 2019. Suche in Webarchiven)  Info: Der Link wurde automatisch als defekt markiert. Bitte prüfe den Link gemäß Anleitung und entferne dann diesen Hinweis. (PDF; 5,7 MB); 25 (Seite nicht mehr abrufbar, festgestellt im Mai 2019. Suche in Webarchiven)  Info: Der Link wurde automatisch als defekt markiert. Bitte prüfe den Link gemäß Anleitung und entferne dann diesen Hinweis. (PDF; 5,3 MB); 19 (Seite nicht mehr abrufbar, festgestellt im Mai 2019. Suche in Webarchiven)  Info: Der Link wurde automatisch als defekt markiert. Bitte prüfe den Link gemäß Anleitung und entferne dann diesen Hinweis. (PDF; 6,1 MB); 48 (Seite nicht mehr abrufbar, festgestellt im Mai 2019. Suche in Webarchiven)  Info: Der Link wurde automatisch als defekt markiert. Bitte prüfe den Link gemäß Anleitung und entferne dann diesen Hinweis. (PDF; 5,7 MB)
3. ↑  C. C. Aronsfeld: Der Selbsthaß des Robert Jaffé, in: Freiburger Rundbrief, 7/2000, S. 34

| Personendaten    | Personendaten            |
| ---------------- | ------------------------ |
| NAME             | Jaffé, Robert            |
| ALTERNATIVNAMEN  | Aram, Max (Pseudonym)    |
| KURZBESCHREIBUNG | deutscher Schriftsteller |
| GEBURTSDATUM     | 7. Februar 1870          |
| GEBURTSORT       | Gnesen, Provinz Posen    |
| STERBEDATUM      | 20. Juni 1911            |
| STERBEORT        | Charlottenburg           |